# 坦蒂尼
坦蒂尼（法語：Tintigny，法語發音：[tɛ̃tiɲi]；戈姆方言：Tintnî）是比利时瓦隆大区盧森堡省維爾通區的一个市镇，通行法语，是比利时法语社群的一部分，面积81.79平方千米，人口4,276人（2018年1月1日）。